# Collotheca libera
Collotheca libera är en hjuldjursart som först beskrevs av Zacharias 1894.  Collotheca libera ingår i släktet Collotheca och familjen Collothecidae. Arten är reproducerande i Sverige. Inga underarter finns listade i Catalogue of Life.